# Siebnen
Siebnen è una località svizzera del Cantone di Schwyz del distretto di March.

## Geografia
La località fa parte di tre comuni: Wangen, Schübelbach e Galgenen.

## Storia
La prima menzione documentata del villaggio di Siebnen risale al 972 dC con il nome "Sibineihha" che deriva dalle sette querce che sulle rive del Wägitaler Aa.
Nel 1834 Caspar Honegger (1804-1881) di Rüti aprì una tessitura sulla riva destra del Wägitaler Aa. Dal 1842 ha prodotto i primi telai Honegger famosi in tutto il mondo nell'officina di questa tessitura. Con l'apertura della linea ferroviaria Zurigo-Ziegelbrücke nel 1875, si aprirono nuove prospettive di ulteriore sviluppo economico.
Il villaggio di Siebnen si sviluppò notevolmente. Furono costruite altre nuove fabbriche, come la filanda Hürlimann (oggi un edificio commerciale) in Wägitalstrasse e nel 1896 la fabbrica di mobili Rüttimann, che al suo apice.contava circa 300 dipendenti. L'industrializzazione portò quindi a un boom economico e ad un forte aumento della popolazione. Nel 1921 è stata fondata la Kraftwerk Wägital AG.

## Infrastrutture e trasporti
La località è servita dalla stazione ferroviaria di Siebnen-Wangen sulla Linksufrige Zürichseebahn dai treni della S-Bahn di Zurigo:
- S2 Zurigo aeroporto-Zurigo HB-Ziegelbrücke (SBB)
- S25 Zurigo HB-Pfäffikon SZ-Ziegelbrücke-Glarus-Linthal (SBB)
- S27 Siebnen-Siebnen - Wangen-Ziegelbrücke (SOB)

La stazione è servita anche dall'Interregio 35 Berna-Burgdorf -Olten -Zürich HB-Ziegelbrücke-Coira

## Galleria d'immagini

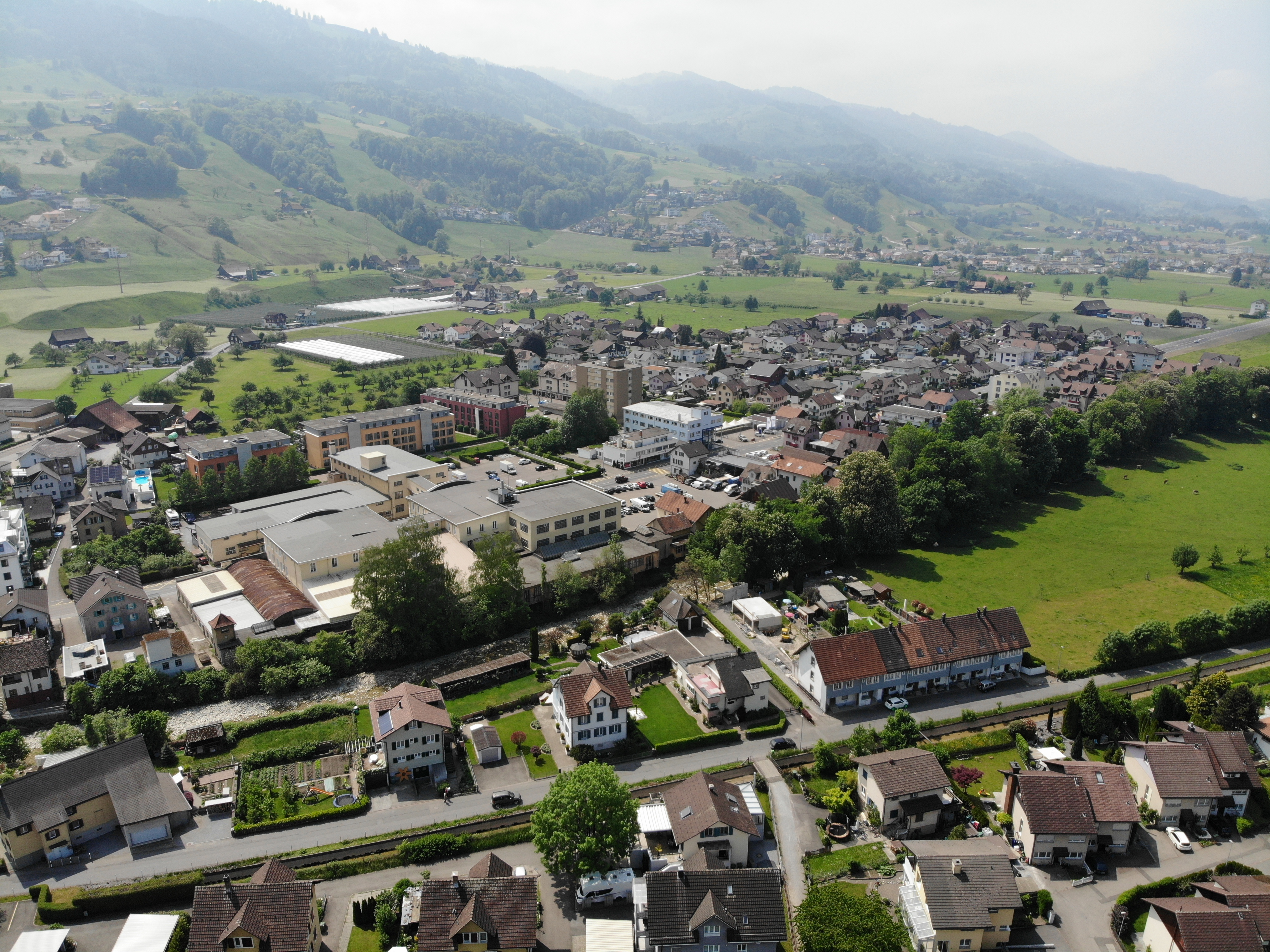
Panorama di Siebnen-Galgenen.
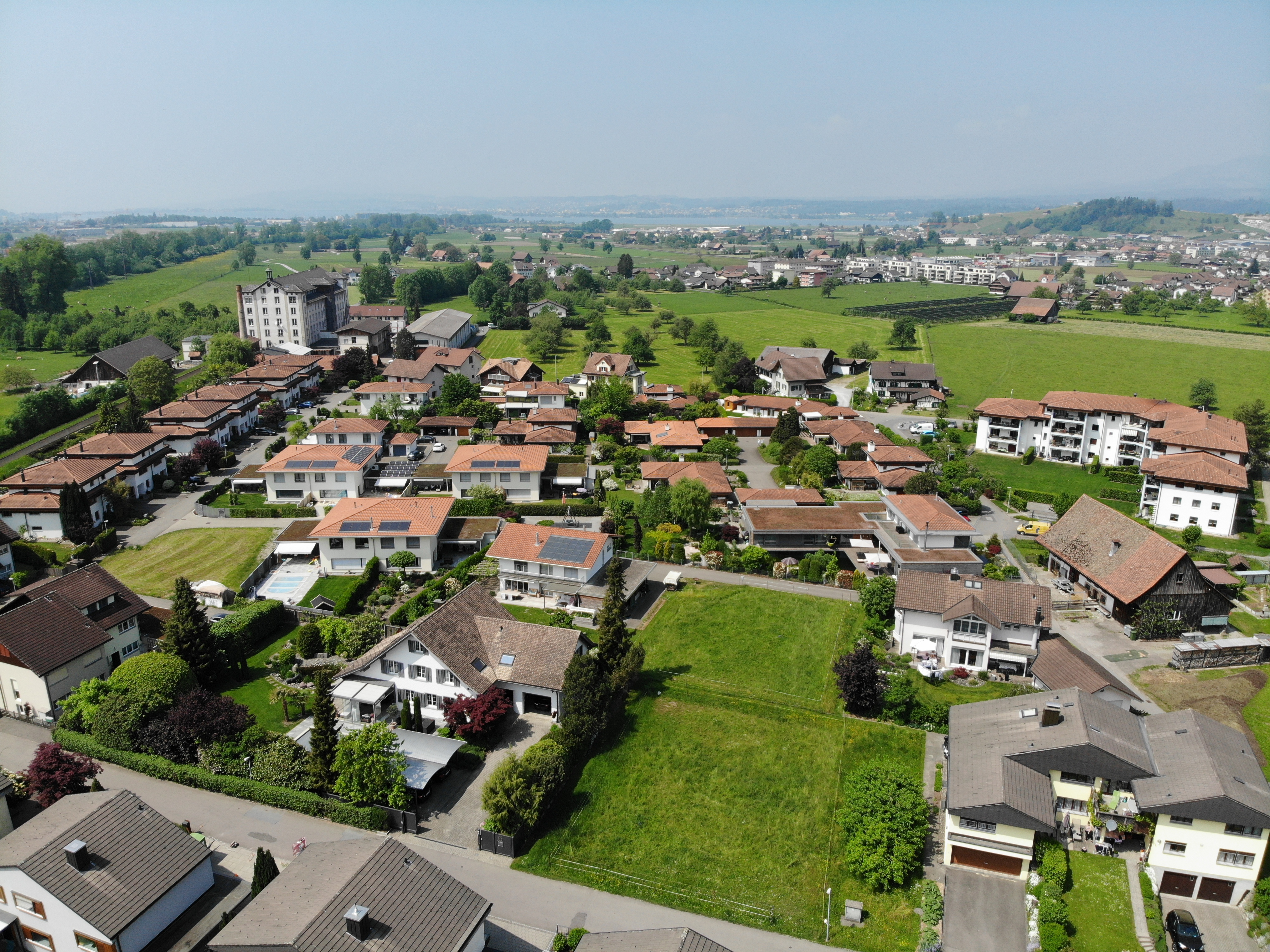
Panorama di Siebnen-Wangen
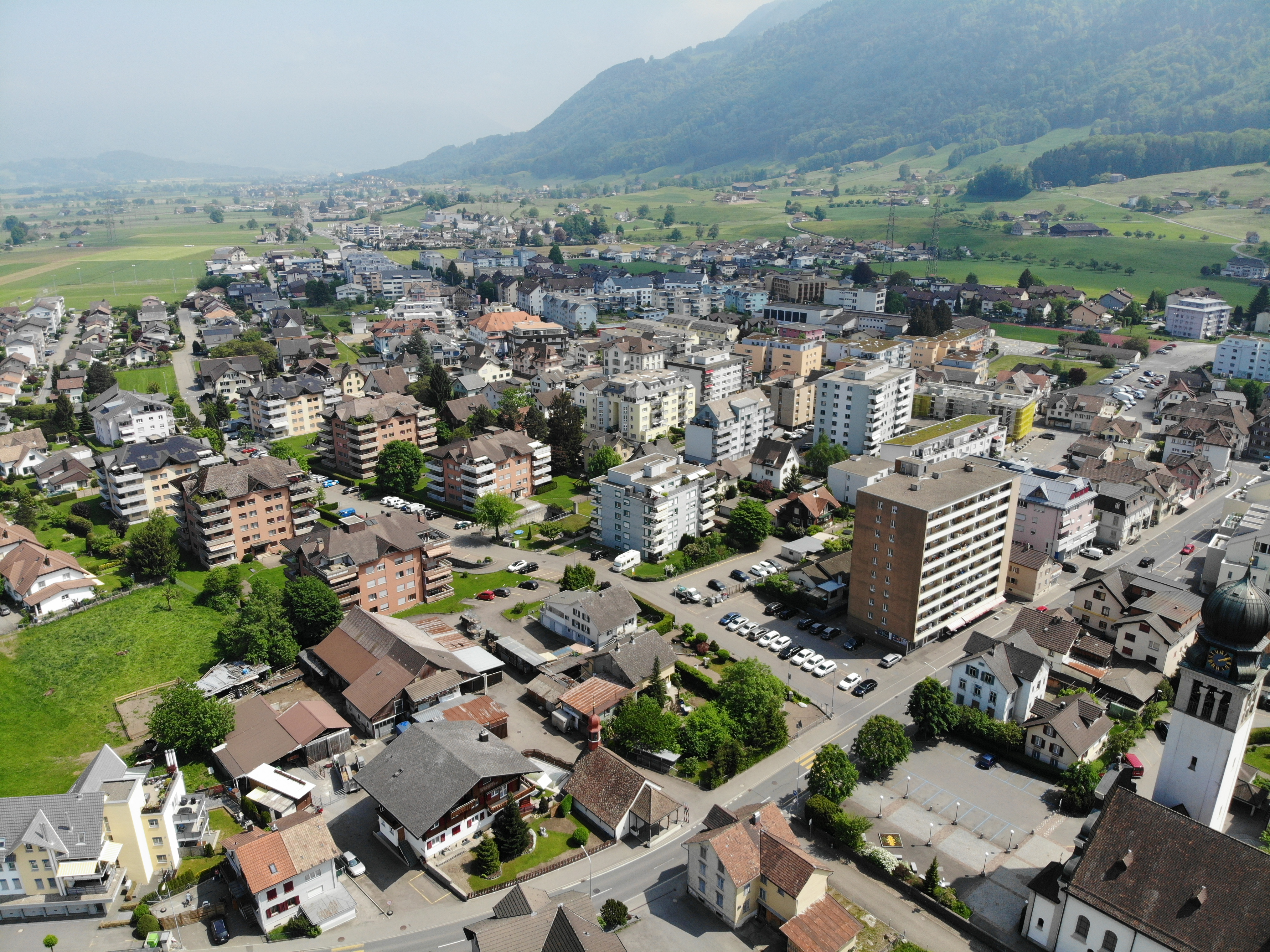
Panorama di Siebnen-Schuebelbach